# Alex Alice
Pour les articles homonymes, voir Alice.
Alex Alice est un auteur de bande dessinée français, né le 2 novembre 1974[Où ?].
Il est connu pour avoir créé des séries de bande dessinée populaires, telles que Le Troisième Testament, Siegfried ou Le Château des étoiles.

## Biographie
En 1997, Alexandre Alice est diplômé de l'École supérieure de commerce de Paris. La même année, il travaille au dessin, à la couleur et co-scénarise Le Troisième Testament avec Xavier Dorison. La série, mêlant grande aventure historique et quête ésotérique, se poursuit en quatre tomes, jusqu'en 2007. En 2010, l'auteur publie une série dérivée du même univers, intitulée Le troisième testament : Julius, en cinq tomes, avec au dessin Robin Recht (t.1), puis Thimothée Montaigne.
En 1997, la filiale française d'Eidos Interactive, éditeur de jeux vidéo (Tomb Raider…), lui confie l'adaptation en bande dessinées des aventures de Lara Croft, pour le marché de la BD francophone. Tomb Raider : Dark Aeons sort en 1999 chez Glénat. Malheureusement, l'album est aussitôt retiré des ventes, pour cause de problèmes juridiques avec la maison-mère d'Eidos. Tomb Raider : Dark Aeons deviendra ensuite couru des collectionneurs.
En 2007, il publie Siegfried chez Dargaud, librement adapté de l'Anneau du Nibelung de Richard Wagner. Deux autres tomes, La Walkyrie et Le Crépuscule des Dieux suivront en 2009 et 2011. La série obtient des critiques élogieuses sur Actua BD, 9e art et BD Gest,. Un dessin animé est un temps en préparation, en collaboration avec Claire Wendling et Mathieu Lauffray,.
Depuis 2014, il publie régulièrement Le Château des étoiles, une série BD fantastique à l'ambiance space opera et steampunk, d'abord sous la forme de "Gazette des étoiles", journaux périodiques agrafés, en grand format, puis rassemblés en albums BD au format plus classique.

## Publications

### Autres travaux
- Collectif Vampires, Carabas, 2001.
- Une histoire courte Festins dans le Pilote Spécial Noël édité par Dargaud en 2004.
- Couvertures de la série Totendom de Gabriel Delmas et Robin Recht, Les humanoïdes associés, 2005, 2007.
- L'Univers en 1875, Rue de Sèvres, 2023. Art-book issu de l'exposition "Le château des étoiles" à la Galerie Daniel Maghen du 10 octobre au 4 novembre 2023[12].
- Prototypes, Caurette, 2023. Art-book issu de l'exposition "Le château des étoiles" à la Galerie Daniel Maghen du 10 octobre au 4 novembre 2023[12].

## Distinctions
- 1997 : Prix du Lion pour Le Troisième Testament au Centre belge de la bande dessinée
- 1999 : Grand prix pour Le Troisième Testament au Festival d’Audincourt
- 2001 : Prix de la meilleure série pour Le Troisième Testament au Festival de Soliès
- 2008 : Sélection officielle au Festival d’Angoulême pour Siegfried tome 1
- 2012 : Spectrum Gold Award for Comics pour Siegfried tome 3
- 2015
  - Prix Diagonale du meilleur album à Louvain-la-Neuve pour Le Château des étoiles[13] tome 1
  - Prix BD de l’Aube pour Le Château des étoiles tome 1
  - Prix Actu SF de l'Uchronie pour Le Château des étoiles tome 1
  - Grand Prix du festival BD de Palavas pour Le Château des étoiles tome 1
- 2016 : 
  - Spectrum Silver Award (Comics) pour Le Château des étoiles
  - Prix Jeunesse du festival Puteaux BD pour Le Château des étoiles
- 2017 : 
  - Le Château des étoiles est sélectionnée par Kirkus Reviews Best Books of the Year
  - Spectrum Gold Award (Comics) pour Le Château des étoiles
- 2018 : Spectrum Gold Award (Comics) pour Le Château des étoiles